# Ермолово (Касимовский район)
Ермо́лово — село в России, расположено в Касимовском районе Рязанской области. Является административным центром Ермоловского сельского поселения.

## Географическое положение
Ермолово расположено примерно в 20 км к востоку от центра города Касимова на реке Унжа.

## История
Село Ермолово впервые упоминается в списоке с писцовой книги Касимовскаго уезда 7135 (1627) года:
"Лета 7135 -го августа в 20 день по государеву цареву и великаго князя Михаила Феодоровича всеа Росии указу Петр Семеновичь Воейков да подьячей Посник Раков писали и меряли в Касимовском уезде в Борисоглебском стану село Ерахтур да село Мышца с деревнями и с пустошьми, да в Елатомском уезде село Беляково да село Ермолово с приселки и с деревнями и с пустошьми , что по государеву цареву и великаго князя Михаила Феодоровича всеа Росии указу дано в поместье Касимовскому царевичу Сеит-Бурхану, а что за царевичем Сеит-Бурханом и за ево приказными людьми сел и деревень и пустошей и в них крестьян и их детей и братьи и племянников и бобылей, и что в тех селех и в деревнях четвертныя пашни паханыя и перелогу и лесом поросли и сенных покосов и рыбных ловель и бортных ухожьев и всяких угодей и тому книги."
Первоначально село располагалось на левом берегу Унжи.
В конце столетия принадлежала коллежскому асессору  А.Р. Баташеву (1729-1799) и далее его наследникам. В 1755 году промышленниками Баташёвыми на противоположном от села берегу Унжи был построен Унженский чугуноплавильный завод. Развалины завода в настоящее время признаны памятником архитектуры. Посёлок при заводе до начала XX века считался отдельным населённым пунктом, позднее вошёл в состав села.
В 1795 году на месте существовавшей в селе деревянной церкви Баташёвы построили новую каменную церковь Успения Пресвятой Богородицы.
В XIX - начале XX в. село  входило в состав Елатомского уезда Тамбовской губернии. В 1862 году село имело 169 дворов при численности населения 761 человек.

## Население
| 2010 |
| ---- |
| 218  |

## Транспорт и связь

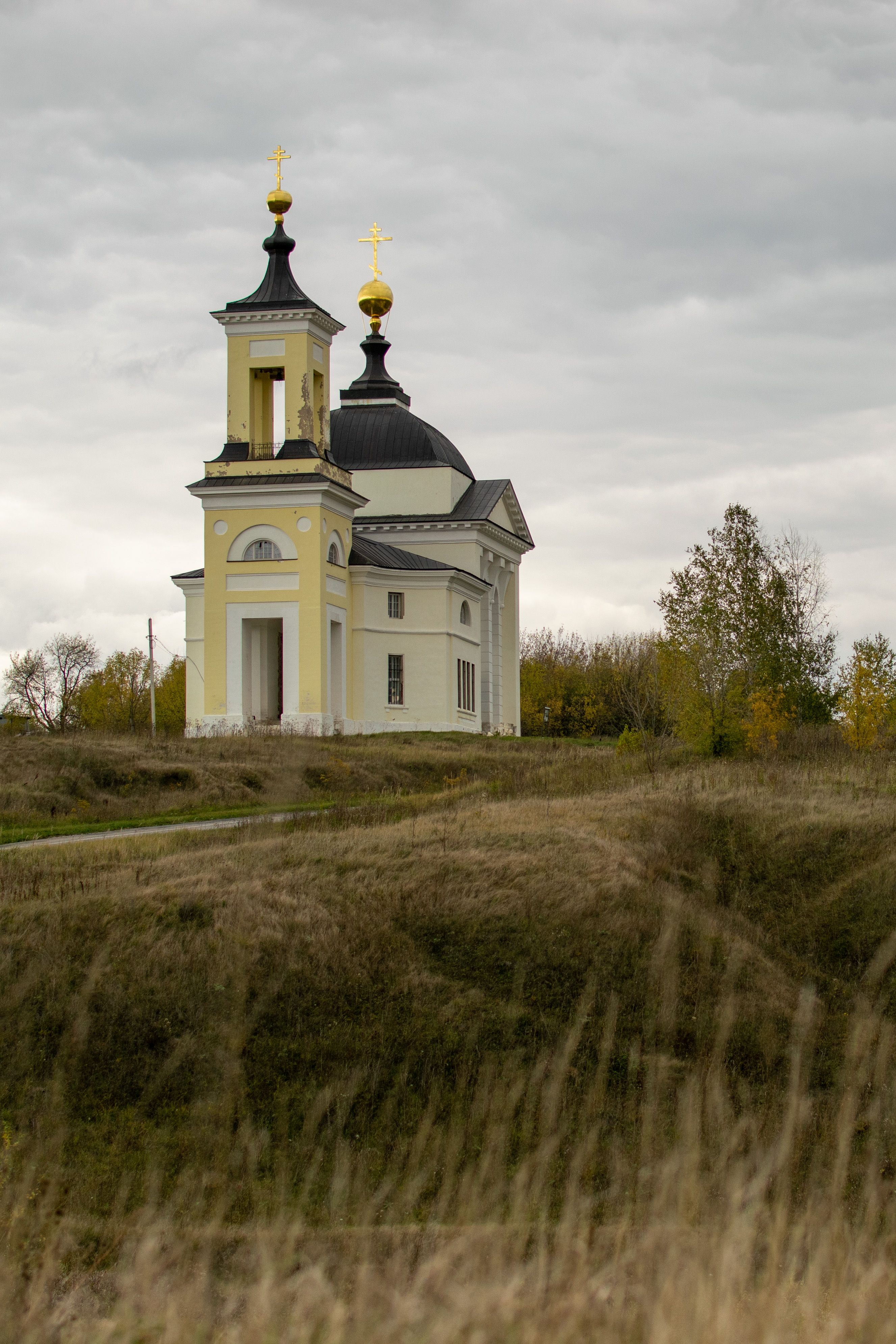
Церковь Успения Пресвятой Богородицы в селе Ермолово

Село расположено на автомобильной дороге Касимов - Елатьма и имеет регулярное автобусное сообщение с районным центром.
В Ермолово имеется одноимённое сельское отделение почтовой связи (индекс 391350).

## Религия
В селе есть действующий храм в честь Успения Пресвятой Богородицы. Приход относится ко второму Касимовскому благочинию Касимовской епархии.